# Sindrome di Tapia
La sindrome di Tapia è una condizione clinica caratterizzata da paralisi dei nervi vago (X) e ipoglosso (XII). Occasionalmente può essere interessato anche il nervo accessorio (XI).

## Eponimo
La sindrome prende il nome dall'otorinolaringoiatra spagnolo Antonio García Tapia (1875 - 1950).

## Eziologia
La causa è in genere un trauma del punto in cui ipoglosso e vago si incrociano. Si ha quindi emiparesi linguale e paralisi del nervo laringeo ricorrente.